# Al Sharpton
Alfred Charles "Al" Sharpton, Jr. (Nova York, 3 de outubro de 1954) é um ministro batista norte-americano, ativista dos direitos civis e radialista. Em 2004, foi candidato à nomeação democrata para a eleição presidencial norte-americana. Sharpton apresenta o talk show de rádio Keepin' It Real e faz aparições regulares como convidado especial na CNN, na MSNBC e na Fox News, em programas como The O'Reilly Factor, apresentado por Bill O'Reilly.